# Efecte Shubnikov-de Haas
Una oscil·lació en la conductivitat d'un material que es produeix a baixes temperatures en presència de camps magnètics molt intensos, l'efecte Shubnikov-de Haas (SdH) és una manifestació macroscòpica de la naturalesa mecànica quàntica inherent de la matèria. Sovint s'utilitza per determinar la massa efectiva dels portadors de càrrega (electrons i forats d'electrons), permetent als investigadors distingir entre les poblacions de portadors majoritaris i minoritaris. L'efecte porta el nom de Wander Johannes de Haas i Lev Shubnikov.

## Procés físic
A temperatures prou baixes i camps magnètics elevats, els electrons lliures de la banda de conducció d'un semiconductor metàl·lic, semimetall o de banda estreta es comportaran com a simples oscil·ladors harmònics. Quan es canvia la intensitat del camp magnètic, el període d'oscil·lació dels oscil·ladors harmònics simples canvia proporcionalment. L'espectre d'energia resultant està format per nivells de Landau separats per l'energia del ciclotró. Aquests nivells de Landau es divideixen encara més per l'energia de Zeeman. A cada nivell de Landau, les energies del ciclotró i Zeeman i el nombre d'estats d'electrons (eB / h) augmenten linealment amb l'augment del camp magnètic. Així, a mesura que augmenta el camp magnètic, els nivells de Landau dividits en espín es mouen a una energia més alta. A mesura que cada nivell d'energia passa per l'energia de Fermi, es despobla a mesura que els electrons esdevenen lliures per fluir com a corrent. Això fa que el transport del material i les propietats termodinàmiques oscil·lin periòdicament, produint una oscil·lació mesurable en la conductivitat del material. Atès que la transició a través de la "vora" de Fermi abasta un petit rang d'energies, la forma d'ona és quadrada en lloc de sinusoïdal, amb la forma cada cop més quadrada a mesura que baixa la temperatura.

## Teoria
Cal considerar un gas quàntic bidimensional d'electrons confinat en una mostra amb una amplada determinada i amb arestes. En presència d'una densitat de flux magnètic B, els valors propis d'energia d'aquest sistema es descriuen pels nivells de Landau. Com es mostra a la figura 1, aquests nivells són equidistants al llarg de l'eix vertical. Cada nivell d'energia és substancialment pla dins d'una mostra (vegeu la figura 1). A les vores d'una mostra, la funció de treball es doblega de nivells cap amunt.

Figura 1: Canals de vora d'una mostra amb un gas d'electrons bidimensional

La figura 1 mostra l'energia de Fermi EF situada entre dos nivells de Landau. Els electrons es tornen mòbils a mesura que els seus nivells d'energia creuen l'energia de Fermi EF. Amb l'energia de Fermi EF entre dos nivells de Landau, la dispersió d'electrons es produirà només a les vores d'una mostra on els nivells es dobleguen. Els estats electrònics corresponents s'anomenen habitualment canals de vora.

L'enfocament Landauer-Büttiker s'utilitza per descriure el transport d'electrons en aquesta mostra en particular. L'enfocament de Landauer-Büttiker permet calcular els corrents nets Im que flueixen entre un nombre de contactes 1 ≤ m ≤ n. En la seva forma simplificada, el corrent net Im de contacte m amb potencial químic μm es llegeix

| {\displaystyle I_{m}=2{\frac {e\cdot i}{h}}\left(\mu _{m}-\sum _{l\neq m}T_{ml}\mu _{l}\right),\,} | \| \| \| \| \| \| \| \| | (1) |
| |                         |     |
| |                         |     |
on e denota la càrrega de l'electró, h denota la constant de Planck i i representa el nombre de canals de vora. La matriu Tml denota la probabilitat de transmissió d'una partícula carregada negativament (és a dir, d'un electró) des d'un contacte l ≠ m a un altre contacte m. El corrent net Im en relació (1) està format pels corrents cap al contacte m i pel corrent transmès des del contacte m a tots els altres contactes l ≠ m. Aquest corrent és igual a la tensió μm / e del contacte m multiplicada per la conductivitat de Hall de 2e2 / h per canal de vora.

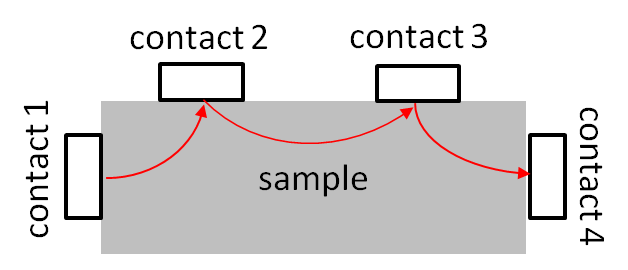
Figura 2: Disposició de contacte per mesurar les oscil·lacions SdH

La figura 2 mostra una mostra amb quatre contactes. Per impulsar un corrent a través de la mostra, s'aplica una tensió entre els contactes 1 i 4. Es mesura una tensió entre els contactes 2 i 3. Suposem que els electrons surten del primer contacte, després es transmeten del contacte 1 al contacte 2, després del contacte 2 al contacte 3, després del contacte 3 al contacte 4 i, finalment, del contacte 4 de nou al contacte 1. Una càrrega negativa (és a dir, un electró) transmesa del contacte 1 al contacte 2 donarà lloc a un corrent del contacte 2 al contacte 1. Un electró transmès del contacte 2 al contacte 3 donarà lloc a un corrent del contacte 3 al contacte 2, etc. Suposem també que no es transmet cap electron per cap camí més. A continuació, es llegeixen les probabilitats de transmissió dels contactes ideals
{\displaystyle T_{21}=T_{32}=T_{43}=T_{14}=1,}
i
{\displaystyle T_{ml}=0}
en cas contrari. Amb aquestes probabilitats, els corrents I1... I4 a través dels quatre contactes, i amb els seus potencials químics μ 1... μ 4, l'equació (1) es pot tornar a escriure
{\displaystyle \left({\begin{matrix}I_{1}\\I_{2}\\I_{3}\\I_{4}\end{matrix}}\right)={\frac {2e\cdot i}{h}}\left({\begin{matrix}1&0&0&-1\\-1&1&0&0\\0&-1&1&0\\0&0&-1&1\end{matrix}}\right)\left({\begin{matrix}\mu _{1}\\\mu _{2}\\\mu _{3}\\\mu _{4}\end{matrix}}\right).}

## Aplicacions
Les oscil·lacions Shubnikov-De Haas es poden utilitzar per determinar la densitat electrònica bidimensional d'una mostra. Per a un flux magnètic determinat {\displaystyle \Phi } el nombre màxim D d'electrons amb espín S = 1/2 per nivell Landau és

| {\displaystyle D=\left(2S+1\right){\frac {\Phi }{\Phi _{0}}}=2{\frac {\Phi }{\Phi _{0}}}.\,} | \| \| \| \| \| \| \| \| | (2) |
|                                                                                              |                         |     |
|                                                                                              |                         |     |
A la inserció de les expressions per al quàntic de flux Φ0 = h / e i per al flux magnètic Φ = BA ( 2 ) es llegeix
{\displaystyle D=2{\frac {eBA}{h}}}
Sigui N el nombre màxim d'estats per unitat d'àrea, per tant D = NA i
{\displaystyle N=2{\frac {eB}{h}}.}
Ara deixem que cada nivell de Landau correspongui a un canal de vora de la mostra anterior. Per a un nombre determinat i de canals de vora, cadascun ple de N electrons per unitat d'àrea, el nombre total n d'electrons per unitat d'àrea es llegirà
{\displaystyle n=iN=2i{\frac {eB}{h}}.}